# Штайнигер, Фриц
Фриц Штайнигер (нем. Fritz Steiniger; 23 февраля 1908, Ашбуден — 9 ноября 1985, Ганновер) — немецкий  антрополог,  орнитолог, доктор естественных наук (Dr. rer. nat), приват-доцент Грайфсвальдского университета.

## Биография
Родился в семье фермера. Изучал медицину и биологию, а также предметы физики, математики, географии и геологии в университетах Кёнигсберга, Грайфсвальда и Берлина. В августе 1935 г. вступил в нацистскую партию.
Во время Второй мировой войны служил в политическом отделе рейхскомиссариата Остланд специалистом по расовой политике.

В обязанности Штайнигерa входило:
- Надзор за чистотой немецкой расы, официальное разрешение заключения брака между немцем и не немцами.
- Определение еврейского происхождения.
- Обоснование проведения акции по истреблению с национально-политической точки зрения на данный момент.
- Предотвращение мобилизации неарийцев в армию и на трудовую повинность.

B 1942 получил назначение возглавить организованный под Ригой «Институт медицинской зоологии при государственном комиссариате восточных областей», официально служившим центральным надзирательным органом для дезинфекции учреждений под юрисдикцией комиссариата.
По документам Государственного исторического архива Латвии, Институт занимался выработкой возбудителей сыпного тифа для распространения эпидемии сыпного тифа в ряде оккупированных немцами областей и районов Советского Союза, а также лагерях военнопленных. Для размножения вшей использовались узники Рижского Гетто.
В обязанности института входило выполнение чрезвычайных задач для «научного» обоснования разных законодательных актов немецкой власти.
Так например, для обоснования массовой карательной акции против очага сопротивления в Латгалии, Штайнигер участвовал в «доказательстве» еврейского происхождения 25 % латгальского населения.
В годы оккупации Штайнигеру было поручено в очередной раз проверить являются ли караимы евреями. Штайнигер дал отрицательный ответ, присоединившись к мнению его фашистских предшественников, таких как Коррадо Джини.
Свой отчёт он опубликовал в 1944 году
С приближением Советской Армии Штайнигер не выполнил приказа расстрелять своих работников из гетто, посоветовав им бежать.
В 1971 году Штайнигер основал Общество немецких фотографов природы (Gesellschaft Deutscher Tierfotografen). С 1986 года вручается награда, названная в его честь (Fritz Steiniger Preis Архивная копия от 16 марта 2016 на Wayback Machine).